# Сказка (сквер, Чернигов)
Сказка (укр. Казка) — сквер, расположенный на территории Новозаводского района Чернигова. Площадь — 1,97 га.

## История
По инициативе работников предприятия, в 1967 году в сквере напротив фабрики был установлен памятник Петровскому Г. И. — бронзовый бюст (высота 1 м) на кирпичном постаменте, облицованном мраморной крошкой (высота 2 м); ныне демонтирован.  
Сквер под названием «Сказка» создан в 2018 году на месте существующих зелёных насаждений общего пользования на территории исторически сложившейся местности Чернигова Шерстянка — между жилой многоэтажной застройкой улиц Дмитрия Самоквасова (ранее Стахановцев) и Текстильщиков, и территорией промышленного предприятия «Черниговшерсть».
Абсолютные высоты колеблются в пределах 138-139 м над уровнем моря. 
В 2019 году была проведена реконструкция сквера, после чего он был снова открыт в том же году.